# 宇佐美まゆみ
宇佐美 まゆみ（うさみ まゆみ、1957年8月 - ）は、日本の言語学者。東京外国語大学名誉教授。専門は、言語社会心理学・日本語教育学。国立国語研究所教授。Ed.D.（教育学博士）。日本語用論学会評議員。

## 学歴
- 1981年3月 立教大学文学部心理学科卒業
- 1984年3月 慶應義塾大学大学院社会学研究科心理学専攻修士課程修了
- 1991年6月 ハーバード大学教育学大学院人間発達・心理学科 言語文化修得専攻修士課程修了【Ed.M.（教育学修士）】
- 1992年6月 ハーバード大学教育大学院人間発達・心理学科 言語文化修得専攻博士候補
- 1999年　　Ed.D. 取得

## 職歴
- 1984年3月 財団法人国際交流協会台北事務所日本語専門家
- 1986年4月 早稲田大学、国際基督教大学、日本外国語専門学校、江東区中国帰国者日本語学級会非常勤講師
- 1987年9月 米国コルビー大学現代外国語学部客員講師
- 1988年10月 米国シカゴ大学東アジア言語文化学部専任講師
- 1993年4月 昭和女子大学文学部日本文学科専任講師
- 1997年4月 東京外国語大学外国語学部助教授
- 2002年4月 東京外国語大学外国語学部教授
- 2005年4月 東京外国語大学大学院地域文化研究科言語教育学講座教授
- 2009年4月 東京外国語大学総合国際学研究院教授（大学院改組に伴う配置換え）
- 2016年4月 国立国語研究所日本語教育研究領域教授、東京外国語大学名誉教授

## 著書
- 『高齢者コミュニケータ講座テキスト』（総監修）ニチイ学館、2003:7、1-127. 127頁
- Discourse Politeness in Japanese Conversation:Some Implications for a Universal Theory of Politeness 2003 ひつじ書房
- 『言葉は社会を変えられる』（編著）明石書店、1997 ISBN 978-4-7503-0929-3
- 連載「ポライトネス理論の展開（1-12）」『月刊言語』31(1-13、6を除く)、大修館書店、2002:毎号6頁
- 『自然会話分析への語用論的アプローチ　BTSJコーパスを利用して』（編著）ひつじ書房、2020
- 『日本語の自然会話分析　BTSJコーパスから見たコミュニケーションの解明』（編著）くろしお出版、2020
- 『ポライトネス理論　発話行為から談話へ』大修館書店、2024